# Semaeopus johannis
Semaeopus johannis är en fjärilsart som beskrevs av William Schaus 1912. Semaeopus johannis ingår i släktet Semaeopus och familjen mätare. Inga underarter finns listade i Catalogue of Life.